# Складники здоров'я
Складники здоров'я — це складові, що впливають на здоров'я. Цей вплив може бути як корисним, так і шкідливим.

### Фізична складова
Фізична складова визначає фізичний (тілесний) стан людини, її будову та розвиток. Вона включає здатність людини переміщуватися, пристосовуватися до змін.
Чинники фізичного здоров'я — це фактори, що впливають на здоров'я, а саме:
- особливості будови тіла,
- перебіг фізіологічних функцій,
- генетична спадковість,
- рівень фізичного розвитку організму.

### Ознаки фізичного нездоров'я
Ознаки фізичного нездоров'я:
- порушення сну,
- відсутність апетиту,
- нездатність витримувати фізичні навантаження,
- порушення травлення,
- зіпсовані зуби,
- нездорова шкіра,
- підвищена стомлюваність,
- загальна слабкість.

### Психічна складова
Психічна складова пояснює ефективну взаємодію людини з соціальним середовищем, її соціальний статус, спілкування та взаємодію з іншими людьми. Вона містить дві основні категорії:
- **Емоційна** — здатність розуміти почуття, висловлювати їх і контролювати.
- **Інтелектуальна** — здатність аналізувати інформацію та використовувати її для прийняття рішень щодо покращення свого здоров'я.

Ознаки психологічного благополуччя:
- адекватне сприйняття дійсності,
- здатність засвоювати знання, логічно мислити,
- здатність аналізувати проблеми й ухвалювати зважені рішення,
- адекватна самооцінка, самоповага,
- вміння пробачати та забувати образи.

Ознаки порушення психологічної рівноваги:
- викривлене сприйняття дійсності,
- погіршення пам'яті, уваги, інших інтелектуальних здібностей,
- емоційна черствість, ворожість, агресивність, імпульсивність, різноманітні фобії,
- підвищена навіюваність, занижена самооцінка, втрата віри в себе та свої можливості,
- нерішучість, залежність від чужої думки.

### Духовна складова
Духовна складова — це усвідомлення сенсу життя, набуття власних переконань, цінностей та віри в ідеали.

### Соціальне здоров'я
Соціальне здоров'я — це показник соціальної адаптованості людини. Він відображає її здатність ефективно спілкуватися, налагоджувати здорові міжособистісні стосунки, адаптуватися до соціальних норм і правил, що існують у суспільстві, а також взаємодіяти з державними інституціями.